# Търговска гилдия
Търговската гилдия е основната форма на организация на търговци от един търговски сектор, с цел формулиране и представляване на техните общи интереси. Например, гилдия на търговците на добитък; гилдия на търговците на алкохолни напитки и др. Те се обединяват, формулират общи интереси и представляват тези интереси пред политици (лобират). Определят цени, общи минимални стандарти за качество на продукцията и др.
Понятието е заимствовано от среднодолнонемското gilde (от старонем. – gilda, gelda, gildomia – срещу заплащане; сравн. със съвр. на немски: Geld – пари), по-късно – „борса“. 
Свързани понятия с търговската гилдия са бранш, на немски: Zunft, Hanse – цех и ханза.